# Nova Laranjeiras
Nova Laranjeiras est une municipalité brésilienne située dans l'État du Paraná.